# Квадейк
Квадейк (нід. Kwadijk) — село в нідерландській провінції Північна Голландія. Входить до муніципалітету Едам-Волендам.
Його площа становить 5,71 км², а населення станом на 2021 рік складало 760 осіб.
До 1970 року мало статус окремого муніципалітету.

## Галерея

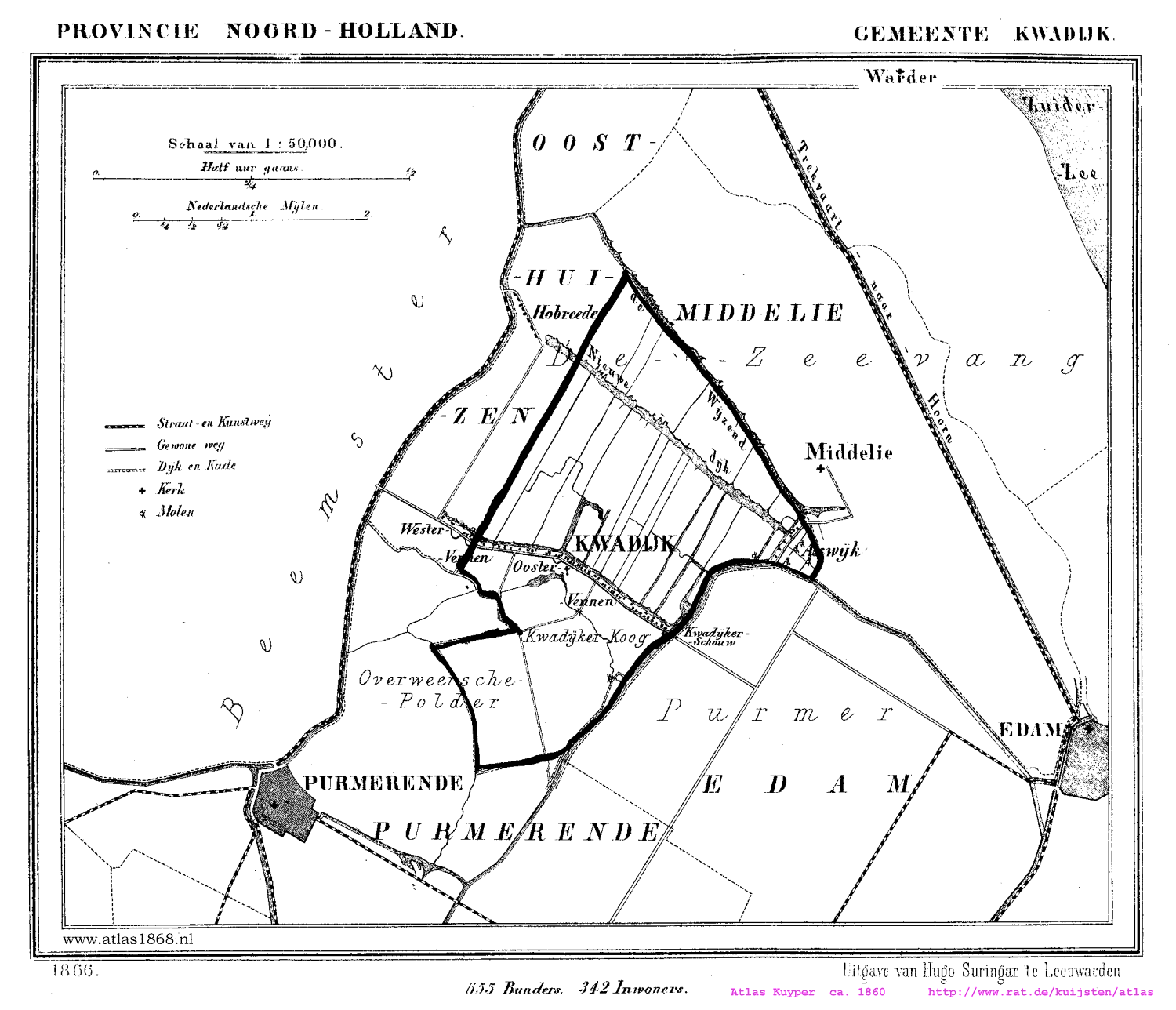
Мапа села, бл. 1868
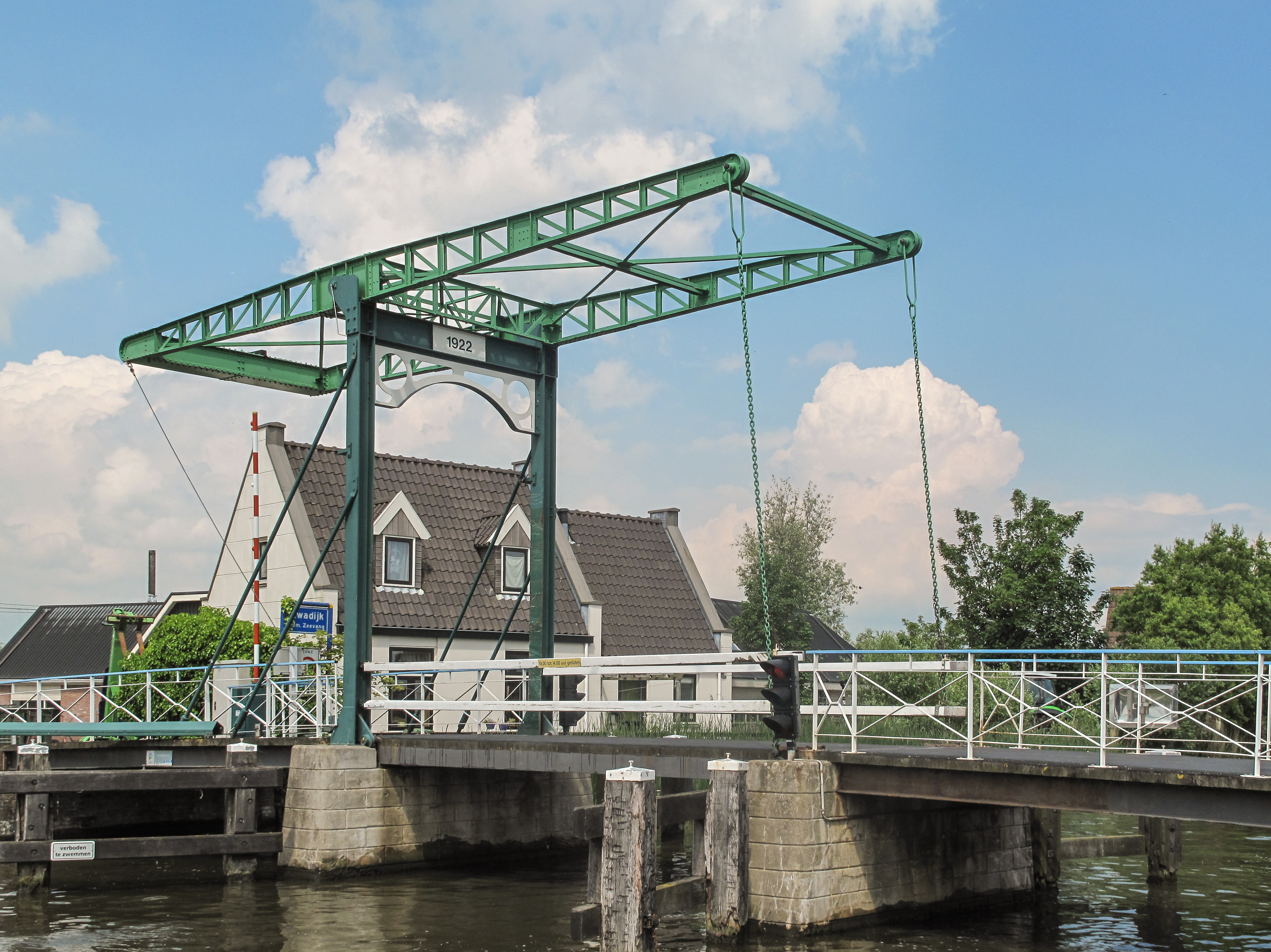
Розвідний міст у селі